# تیم ملی هندبال زنان ایران
تیم ملی هندبال زنان ایران نماینده هندبال زنان ایران در مسابقات جهانی و بین‌المللی می‌باشد؛ و توسط فدراسیون هندبال جمهوری اسلامی ایران اداره می‌شود.

## تورنمنت‌ها

### بازی‌های المپیک
| سال          | رتبه        | بازی        | برد         | باخت        |             |
| ------------ | ----------- | ----------- | ----------- | ----------- | ----------- |
| ۱۹۷۶ تا ۲۰۲۰ | حاضر نبود   | -           | -           | -           |             |
| ۲۰۲۴         | برگزار نشده | برگزار نشده | برگزار نشده | برگزار نشده | برگزار نشده |
| ۲۰۲۸         | برگزار نشده | برگزار نشده | برگزار نشده | برگزار نشده | برگزار نشده |
| ۲۰۳۲         | برگزار نشده | برگزار نشده | برگزار نشده | برگزار نشده | برگزار نشده |
| مجموع        |             |             |             |             |             |

### قهرمانی جهان

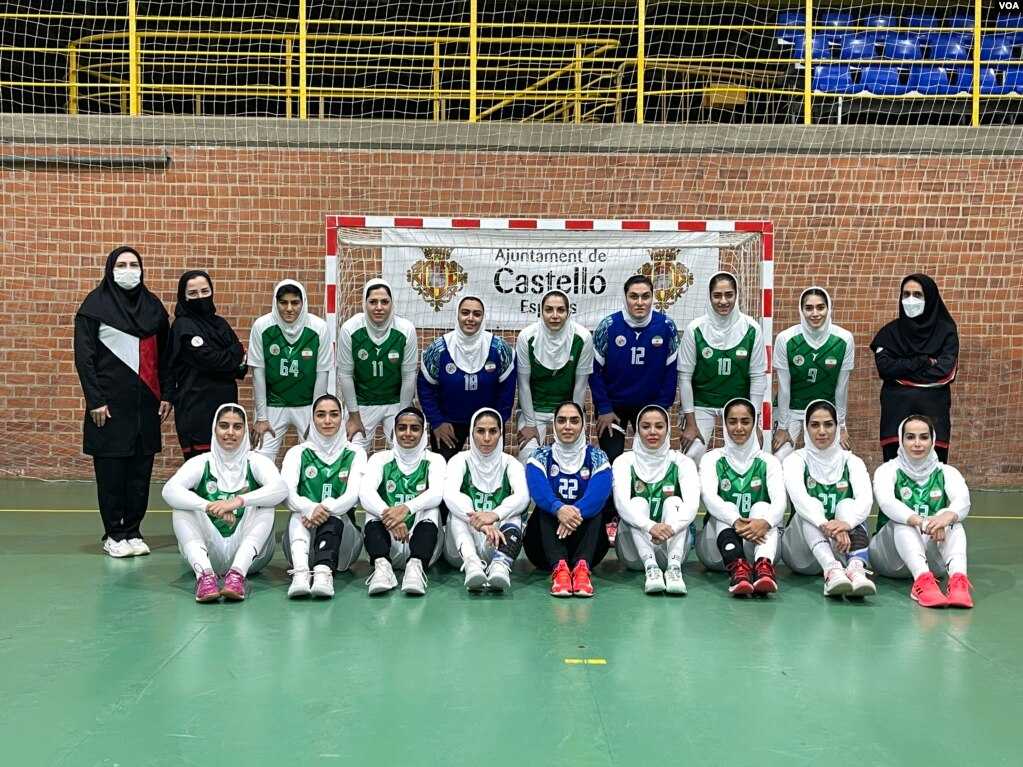
تیم ملی در اولین حضور در مسابقات جهانی در سال ۲۰۲۱ در اسپانیا

تیم ملی هندبال زنان ایران برای نخستین بار با صعود به مرحله نیمه نهایی مسابقات قهرمانی آسیا جواز حضور در مسابقات قهرمانی جهان در سال ۲۰۲۱ را کسب کرد.
تیم ملی هندبال زنان ایران در نخستین حضور در رقابت‌های قهرمانی جهان با کسب ۶ شکست در مقابل تیم‌های رومانی، نروژ، قزاقستان، ازبکستان، آنگولا و کامرون و یک پیروزی، به رتبه ۳۱ از بین ۳۲ تیم در مسابقات ۲۰۲۱ اسپانیا رسیدند.
| سال          | رتبه        | بازی        | برد         | باخت        |
| ------------ | ----------- | ----------- | ----------- | ----------- |
| ۱۹۵۷ تا ۲۰۱۹ | حاضر نبود   | -           | -           | -           |
| ۲۰۲۱         | ۳۱          | ۷           | ۱           | ۶           |
| ۲۰۲۳         | برگزار نشده | برگزار نشده | برگزار نشده | برگزار نشده |
| ۲۰۲۵         | برگزار نشده | برگزار نشده | برگزار نشده | برگزار نشده |
| ۲۰۲۷         | برگزار نشده | برگزار نشده | برگزار نشده | برگزار نشده |
| مجموع        |             |             |             |             |

### بازی‌های آسیایی
| سال          | رده         | بازی        | برد         | برابر       | باخت        |
| ------------ | ----------- | ----------- | ----------- | ----------- | ----------- |
| ۱۹۹۰ تا ۲۰۱۸ | حاضر نبود   | –           | –           | –           | –           |
| ۲۰۲۲         | برگزار نشده | برگزار نشده | برگزار نشده | برگزار نشده | برگزار نشده |
| ۲۰۲۶         | برگزار نشده | برگزار نشده | برگزار نشده | برگزار نشده | برگزار نشده |
| ۲۰۳۰         | برگزار نشده | برگزار نشده | برگزار نشده | برگزار نشده | برگزار نشده |
| ۲۰۳۴         | برگزار نشده | برگزار نشده | برگزار نشده | برگزار نشده | برگزار نشده |
| مجموع        |             |             |             |             |             |

### قهرمانی آسیا
تیم ایران از سال ۲۰۰۸ به‌طور پیوسته در مسابقات قهرمانی آسیا شرکت کرده‌ و در سال‌ ۲۰۲۱ به بهترین مقام خود یعنی چهارمی رسیده‌است.

#### قهرمانی آسیا ۲۰۱۵
در این مسابقات ایران با ۳ شکست برابر ژاپن، کره جنوبی و ازبکستان و با دو پیروزی برابر هند و هنگ‌کنگ به مقام ششمی آسیا رسید. ترکیب تیم ملی در این مسابقات عبارت است از: مرضیه افشاری و فاطمه خلیلی از هدف پویان جوان، سهیلا هیئت، فاطمه موسوی و طنین علیزاده از ذوب‌آهن اصفهان، نیوشا مرادبخش، افسانه خانی و مهسا معنمدی از دانشگاه آزاد، ساناز رجبی از تأسیسات دریایی تهران، مژگان قهرمانی، سیران احمدی، اسرا زندی، شقایق باپیری و دنیا امانی از شهرداری سنندج و آرزو ممیان و راضیه جانباز از ثامن‌الحجج سبزوار. مرضیه یوسف به عنوان سرمربی و نشمین شافعیان به عنوان مربی و طاهره مبری به عنوان سرپرست تیم ملی را در این مسابقات همراهی کردند.

#### قهرمانی آسیا ۲۰۱۸
در مسابقات ۲۰۱۸ ژاپن که به عنوان مسابقات انتخابی قهرمانی جهان ۲۰۱۹ نیز عمل می‌کرد، ۴ تیم برتر آسیا به قهرمانی جهان راه می‌یافتند. تیم ایران در این مسابقات پس از صعود به دور دوم به عنوان تیم چهارم گروه و پیروزی بر هنگ کنگ، به مصاف استرالیا رفت که با نتیجه ۲۴ بر ۳۰ شکست خورد و برای دومین بار به مقام ششمی رسید. اعضای تیم ایران در این مسابقات عبارتند از: سیران احمدی، نوریه عباسی، شیدا فلاحی، هانیه لک، زهرا فقیهی، نرگس شیخی، ساناز رجبی، مهسا یزدانی، شقایق باپیری، مژگان قهرمانی، فاطمه‌السادات موسوی، راضیه جانباز، فاطمه خلیلی بهفر، مریم یوسفی، مینا وطن‌پرست توتون‌سیز، مریم کاراندیش، سعیده حارجچی، نیوشا مرادبخش، آرزو محمدی، حدیث نوروزی، صونا بیداد عبدگاه، بهار ایزدگشت، ستاره رحمانیان، پریناز قربانی، مرضیه افشاری، یاسمین احمدی، نفیسه تاجمیر ریاحی، اسرا زندی، به سرمربیگری مرضیه یوسف و مربیگری نشمین شافعیان.
قهرمانی آسیا ۲۰۲۱
تیم ملی هندبال زنان ایران در مسابقات قهرمانی آسیا ۲۰۲۱ اردن که به دلیل دنیاگیری کووید-۱۹ با یک سال تاخیر برگزار می شد با تیم های اردن،ژاپن،سوریه،فلسطین و کویت هم گروه شد. تیم ایران در اولین بازی با نتیجه نزدیک ۲۳ بر۲۰ برابر ژاپن تن به شکست داد اما در ادامه برابر دیگر هم گروه هایش به پیروزی دست یافت و در جایگاه دوم گروه خود قرار گرفت .با این نتیجه تیم هندبال زنان ایران ضمن صعود به نیمه نهایی برای نخستین بار جواز حضور در مسابقات قهرمانی هندبال زنان جهان در سال ۲۰۲۱ کسب کرد.در ادامه مسابقات در  مرحله نیمه نهایی تیم ایران که سرمربی و تعدادی از اعضای کادر فنی خود را به دلیل ابتلا به بیماری کرونا در اختیار نداشت با دو شکست در برابر کره جنوبی و قزاقستان در جایگاه چهارم قرار گرفت. 
| سال   | رده       | بازی | برد | برابر | باخت |
| ----- | --------- | ---- | --- | ----- | ---- |
| ۱۹۸۷  | حاضر نبود | –    | –   | –     | –    |
| ۱۹۸۹  | حاضر نبود | –    | –   | –     | –    |
| ۱۹۹۱  | حاضر نبود | –    | –   | –     | –    |
| ۱۹۹۳  | حاضر نبود | –    | –   | –     | –    |
| ۱۹۹۵  | حاضر نبود | –    | –   | –     | –    |
| ۱۹۹۷  | حاضر نبود | –    | –   | –     | –    |
| ۱۹۹۹  | حاضر نبود | –    | –   | –     | –    |
| ۲۰۰۰  | حاضر نبود | –    | –   | –     | –    |
| ۲۰۰۲  | حاضر نبود | –    | –   | –     | –    |
| ۲۰۰۴  | حاضر نبود | –    | –   | –     | –    |
| ۲۰۰۶  | حاضر نبود | –    | –   | –     | –    |
| ۲۰۰۸  | هفتم      | ۵    | ۲   | ۰     | ۳    |
| ۲۰۱۰  | هشتم      | ۴    | ۰   | ۰     | ۴    |
| ۲۰۱۲  | نهم       | ۷    | ۲   | ۰     | ۵    |
| ۲۰۱۵  | ششم       | ۵    | ۲   | ۰     | ۳    |
| ۲۰۱۷  | هفتم      | ۵    | ۱   | ۰     | ۴    |
| ۲۰۱۸  | ششم       | ۶    | ۲   | ۰     |      |
| ۲۰۲۱  | چهارم     | ۷    | ۵   | ۰     | ۳    |
| مجموع | ۶/۱۷      | ۳۲   | ۱۰  | ۰     | ۲۲   |

### قهرمانی غرب آسیا
تیم ملی در اولین دوره غایب بود اما در دومین دوره که تیم شهید چمران لارستان (تیم سوم لیگ ۱۳۹۶) با ۴ مهره تقویت شده از تیم های تأسیسات دریایی و نفت و گاز گچساران به نمایندگی ایران به اردن اعزام شده بود، به قهرمانی رسید. اسامی بازیکنان تیم شهید چمران لارستان در این رقابت‌ها شقایق باپیری، شیدا فلاحی، ساناز رجبی، مریم یوسفی، فاطمه‌السادات موسوی، شیدا ابوالقاسمی، فاطمه خلیلی، مینا وطن‌پرست، زینب بذرافکن، رؤیا نوروزی، شیما زارع، سیران احمدی، زهرا فقیهی، الناز قاسمی به سرمربی گری نشمین شافعیان می‌باشد.
| سال   | رده       | بازی | برد | برابر | باخت |
| ----- | --------- | ---- | --- | ----- | ---- |
| ۲۰۱۶  | حاضر نبود | –    | –   | –     | –    |
| ۲۰۱۷  | اول       | ۵    | ۵   | ۰     | ۰    |
| ۲۰۱۹  |           |      |     |       |      |
| مجموع |           |      |     |       |      |

## ترکیب کنونی
ترکیب تیم ملی هندبال زنان ایران در مسابقات قهرمانی هندبال زنان جهان ۲۰۲۱ در اسپانیا به شرح زیر است:
| شماره | نام بازیکن     | سن                       | قد (سانتی‌متر) | پست       | باشگاه                |
| ----- | -------------- | ------------------------ | ------------- | --------- | --------------------- |
| ۷     | مریم یوسفی     | ۲۵ سپتامبر ۱۹۹۰ ‏(۳۴ سال) | ۱۷۲           | دفاع چپ   | تاسیسات دریایی        |
| ۸     | نوریه عباسی    | ۲۱ مارس ۱۹۹۸ ‏(۲۷ سال)    | ۱۷۱           | بال چپ    | آنتالیا آنادولو اس کی |
| ۹     | حدیث نوروزی    | ۱۱ اکتبر ۱۹۹۸ ‏(۲۶ سال)   | ۱۷۲           | بال چپ    | فولاد سپاهان اصفهان   |
| ۱۰    | عطیه شهسواری   | ۱۶ ژانویهٔ ۲۰۰۰ ‏(۲۵ سال)  | ۱۸۰           | پیووت     | اشتاد سازه مشهد       |
| ۱۱    | شیما زارع      | ۶ ژانویهٔ ۱۹۸۵ ‏(۴۰ سال)   | ۱۷۷           | دفاع راست | شهید شاملی کازرون     |
| ۱۲    | فاطمه خلیلی    | ۳۰ ژوئن ۱۹۹۶ ‏(۲۸ سال)    | ۱۷۴           | دروازه‌بان | آنتالیا آنادولو اس کی |
| ۱۳    | شقایق باپیری   | ۴ مارس ۱۹۹۱ ‏(۳۴ سال)     | ۱۶۲           | دفاع راست | اشتاد سازه مشهد       |
| ۱۷    | مینا وطن‌پرست   | ۱۰ دسامبر ۱۹۸۹ ‏(۳۵ سال)  | ۱۶۷           | دفاع وسط  | اشتاد سازه مشهد       |
| ۱۸    | زینب بذرافکن   | ۲۳ نوامبر ۱۹۹۲ ‏(۳۲ سال)  | ۱۷۰           | دروازه‌بان | شهید شاملی کازرون     |
| ۲۰    | بهار ایزدگشب   | ۲ ژوئیهٔ ۲۰۰۰ ‏(۲۴ سال)    | ۱۶۴           | بال چپ    | شهید شاملی کازرون     |
| ۲۲    | هانیه لک       | ۲۴ ژوئن ۱۹۹۳ ‏(۳۱ سال)    | ۱۷۰           | دروازه‌بان | اشتاد سازه مشهد       |
| ۲۴    | هانیه کریمی    | ۲ مهٔ ۲۰۰۳ ‏(۲۱ سال)       | ۱۷۳           | بال راست  | پرسپولیس بهبهان       |
| ۲۶    | صونا بیداد     | ۲۴ ژوئن ۱۹۹۳ ‏(۳۱ سال)    | ۱۶۸           | دفاع وسط  | شهید شاملی کازرون     |
| ۲۷    | آرزو کیانی آرا | ۲۵ ژانویهٔ ۱۹۹۴ ‏(۳۱ سال)  | ۱۷۳           | دفاع راست | اشتاد سازه مشهد       |
| ۶۴    | نگار زنده بودی | ۳۰ اوت ۲۰۰۲ ‏(۲۲ سال)     | ۱۷۰           | بال راست  |                       |
| ۷۸    | الناز قاسمی    | ۱۳ ژانویهٔ ۱۹۹۶ ‏(۲۹ سال)  | ۱۷۱           | پیووت     | آنتالیا آنادولو اس کی |

| سرمربی | عزت الله رزمگر |
| مربی   | خدیجه قانع     |